# 欧洲银行业管理局
欧洲银行业管理局（英語：European Banking Authority, EBA）是欧洲联盟的管理监管机构之一，总部位於法国巴黎。任務包括針对欧洲的银行进行压力测试，以确定银行的资本结构是否健全，增加欧洲金融体系透明度。EBA成立于2011年1月1日，继承歐洲銀行監管委員會（CEBS）的任务和所有责任。

## 简介
若成員國無法適當监管自己的银行，EBA有权否决国家监管机构。EBA能够防止监管套利，保障银行在欧盟境內公平竞争。

## 外部連結
- 歐洲銀行業管理局
- Regulation (EU) No 1093/2010 （页面存档备份，存于）
- Larosière report （页面存档备份，存于）